# Islam Shawky
Talaat Islam Shawky (6 oktober 1995) is een Egyptisch voormalig baan- en wegwielrenner die reed voor VIB Bikes.

## Carrière
In mei 2015 werd Shawky nationaal kampioen op de weg door na een wedstrijd van 120 kilometer in en rond Port Said eerder over de finish te komen dan Mohamed Imam en Islam Ramadan.
In de Ronde van Egypte van 2016, die al op 28 december 2015 begon, wist Shawky de proloog te winnen door het zeven kilometer lange parcours sneller af te leggen dan onder meer Sven Broekaart. De leiderstrui die hij naar zijn winst in ontvangst mocht nemen moest hij echter na één dag al afstaan aan Soufiane Sahbaoui. Na winst in zowel de tweede etappe als in de ploegentijdrit in de derde etappe heroverde Shawky de leiderstrui. Zodoende stond hij in de leiderstrui aan de start van de laatste etappe. Deze reed hij echter niet uit, waarna Mounir Makhchoun er met de eindwinst vandoor ging.
In februari 2016 nam Shawky deel aan de tweede Afrikaanse kampioenschappen baanwielrennen. Zowel in de teamsprint als de ploegenachtervolging behaalde hij, met zijn teamgenoten, een bronzen medaille. Aan het eind van het seizoen, in oktober, nam hij deel aan het wereldkampioenschap op de weg bij de beloften. Hier eindigde hij op plek 54 in de tijdrit en reed hij de wegwedstrijd niet uit.

## Baanwielrennen

### Palmares
| Jaar | EK | AK                               | WK | Overig |
| ---- | -- | -------------------------------- | -- | ------ |
| 2016 |    | Teamsprint, Ploegenachtervolging |    |        |

## Wegwielrennen

### Overwinningen
2013
 Arabisch kampioen op de weg, Junioren
2015
 Egyptisch kampioen op de weg, Elite
2016
Proloog, 2e en 3e etappe (ploegentijdrit) Ronde van Egypte

## Ploegen
- 2016 –  Sharjah Team (tot 10-3)
- 2017 –  VIB Bikes (vanaf 17-2)

Al Doseri · Al Sammirraie · Al-Khafaji · Alali · Alawi · Aldiwani · Almetif · Alsaadi · Alshbil · Jawad · Khalefa · Khalil · Makhchoun · Mansoor · Ragaey · Sahbaoui · Shawky